# Terapia de choque
En economía, la terapia de choque, también conocida como economía de shock y política de choque. se refiere a la liberación repentina de los precios y controles de divisas, la retirada de los subsidios estatales, y la apertura comercial inmediata dentro de un país, por lo general también incluida la privatización a gran escala de los activos anteriormente de propiedad pública.
El término «política de choque» (shock policy) fue acuñado por el economista Milton Friedman. El economista Jeffrey Sachs acuñó la expresión de la terapia de choque (shock therapy). La supuesta diferencia entre las dos expresiones de choque se encuentra sólo en el grado de liberalización económica. Las ideas de Sachs se basaron en el estudio de los períodos históricos de la crisis monetaria y económica y observando que un golpe decisivo podría terminar caos monetario, a menudo en un día.
La primera instancia de la terapia de choque fueron las reformas pro-mercado de Chile en 1975, llevadas a cabo después del golpe militar de Augusto Pinochet. Las reformas, apodados una política de choque en su momento por Milton Friedman, se basaron en las ideas económicas liberales centradas en la Universidad de Chicago.
El término verdaderamente nació después del periodo de hiperinflación en Bolivia enfrentado con éxito en 1985 por Gonzalo Sánchez de Lozada, utilizando las ideas Sachs. En particular, Sachs y Sánchez de Lozada citaron Alemania Occidental, tras la Segunda Guerra Mundial, como fuente de inspiración, donde durante un período en 1947-48, los controles de precios y los subsidios del gobierno se retiraron en un período muy corto, re-inicializando la economía alemana y completando su transición de una naturaleza autoritaria de guerra a una economía de tiempo de paz.[cita requerida]

## Historia

### Alemania Occidental, 1948
Aunque el término terapia de choque sólo llegó a existir después de las acciones de Bolivia en 1985, tanto Gonzalo Sánchez de Lozada (el arquitecto de la política en Bolivia) como Jeffrey Sachs (su arquitecto económico) fueron fuertemente influenciados por las reformas de Alemania Occidental en 1948.

#### Antecedentes
Alemania terminó el teatro europeo de la Segunda Guerra Mundial con su rendición incondicional el 8 de mayo de 1945. Se enfrentó con daños de guerra a su economía y a problemas causados por la migración en masa debido a la expulsión de los alemanes étnicos de las zonas al este de la línea Oder-Neisse.
Abril 1945 a julio de 1947 vio la ocupación aliada de Alemania implementar la orden militar Directiva de la Junta de Jefes de Estado Mayor 1067 (JCS 1067). Esta Directiva ordenaba transferir la economía de Alemania de una economía basada en la industria pesada a una economía pastoral para evitar que Alemania tuviera la capacidad para la guerra. Las industrias civiles que podrían tener potencial militar, que en la era moderna de la guerra total incluía prácticamente todo, fueron severamente restringidas. Estas restricciones se fijaron a las necesidades de tiempo de paz aprobados en Alemania, que se establecían de acuerdo con las normas europeas promedio. Para lograr esto, cada tipo de industria fue posteriormente revisado para ver cuántas fábricas de Alemania requerían el nivel mínimo existente de requisitos de la industria. En mayo de 1946, el primer plan afirmó que la industria pesada alemana se debía bajar un 50% de sus niveles de 1938 por la destrucción de 1.500 plantas de fabricación en la lista. Restricciones sobre la producción de acero siguieron en pie.
Pronto se hizo evidente que esta política no era sostenible. Alemania no podía cultivar alimentos suficientes para sí misma y la desnutrición se fue volviendo cada vez más común. La recuperación económica de la posguerra europea no se materializó y se hizo cada vez más evidente que la economía europea había dependido de la industria alemana.
En julio de 1947, el presidente Harry S. Truman rescindió por razones de seguridad nacional la orden JCS 1067, que había dirigido las fuerzas estadounidenses de ocupación en Alemania a no tomar ninguna medida que mirara hacia la rehabilitación económica de Alemania. Esta orden fue sustituida por la orden JCS 1779, que en su lugar destacaba que "una Europa próspera y ordenada requiere las aportaciones económicas de una Alemania estable y productiva."
En 1948, Alemania sufrió de hiperinflación galopante. La moneda de la época (el Reichsmark) no tenía la confianza del público, y debido a eso y a los controles de precios, las negociaciones en el mercado negro aumentaron y el trueque proliferó. Los bancos estaban por encima de sus posibilidades respecto a la deuda y la divisa alemana abundaban en exceso.
Sin embargo, gracias a la introducción de JCS 1779 y a los intentos de las fuerzas aliadas para establecer la gobernabilidad alemana, se pudo hacer algo sobre esto. Ludwig Erhard, economista, que había pasado mucho tiempo trabajando en el problema de la recuperación después de la guerra, se había abierto camino hasta la administración creada por las fuerzas estadounidenses de ocupación hasta que se convirtió en el director de Economía en el Consejo Económico Bizonal en las zonas ocupadas conjuntas británicas y norteamericanas (que más tarde, con la adición de la zona francesa, se convirtió en la base para la República Federal de Alemania). Él fue puesto a cargo de la reforma monetaria y se convirtió en una figura central en los eventos que se iban a seguir.

#### Las reformas económicas
En primavera de 1948, los aliados decidieron reformar la moneda. En preparación para esto, un nuevo sistema de banco central se estableció en Alemania Occidental con la unión de dos bancos independientes Bank deutscher Länder y Deutsche Bundesbank ambos con sede en Fráncfort del Meno.
La reforma monetaria entró en vigor el 20 de junio de 1948, a través de la introducción del Deustch Mark (marco alemán DM) para sustituir el Reichsmark (RM) y mediante la transferencia al Banco Deutscher Länder del derecho exclusivo para imprimir dinero. Cada persona recibió una asignación per cápita de 60 DM, a pagar en dos cuotas (40 DM y 20 DM) y la cuota de negocio de 60 DM por empleado.
Bajo la Ley de conversión de la moneda alemana del 27 de junio, los saldos de crédito no bancarios privados se convirtieron en una proporción de 10 a 1 del RM al DM, con la mitad restante en una cuenta bancaria congelada. Aunque la cantidad de dinero era muy pequeña en términos de producto nacional, el ajuste en la estructura de precios de inmediato condujo a rápidos aumentos de precios, alimentados por la alta velocidad del dinero a través del sistema. Como resultado de ello, el 4 de octubre, los gobiernos militares efectivamente eliminaron 70% de los saldos inmovilizados restantes, dando lugar a un intercambio efectivo de 10: 0,65. Los tenedores de activos financieros (incluyendo muchos ahorradores de poca monta) fueron desposeídos y la deuda de los bancos en Reichmarks fue eliminada, transfiriéndose a reclamaciones en el Banco Lander y más tarde al Gobierno Federal. Los salarios, rentas, pensiones y otros pasivos recurrentes fueron transferidos en escala 1:1.
En el día de la reforma monetaria, Ludwig Erhard anunció, a pesar de las reticencias de los aliados, que los controles de racionamiento serían considerablemente relajados y los controles de precio abolidos.

#### Resultados
En el corto plazo, las reformas monetarias y abolición de los controles de precios ayudaron a poner fin a la hiperinflación. [cita requerida]La nueva moneda disfrutó considerable confianza y fue aceptada por el público como medio de pago. Las reformas monetarias habían asegurado que el dinero fuera más escaso, y la relajación de los controles de precios resultó en incentivos para la producción, ventas y para ganar este nuevo dinero creado. La eliminación de los controles de precios también volvió a llenar de bienes las tiendas, lo cual fue un gran factor psicológico en la adopción de la nueva moneda.
A largo plazo, estas reformas ayudaron a sentar las bases para la Wirtschaftswunder (alemán para el milagro económico) en los años 1950.

### Chile, 1975

#### Antecedentes
En septiembre de 1970, Salvador Allende, candidato UP, fue elegido presidente de Chile. Durante los próximos tres años, una experiencia política y económica única ocurrió. La UP fue una coalición de partidos de ultraizquierda y de izquierda dominada por el Partido Socialista de Chile y el Partido Comunista de Chile, los cuales buscó implementar profundas reformas institucionales, políticas y económicas. El programa de la UP pidió una democrática vía chilena al [el socialismo]. Cuando Allende asumió el cargo en noviembre de 1970, la UP gobierno se enfrentó a una economía estancada debilitada por la inflación, que alcanzó una tasa del 35 por ciento en 1970. Entre 1967 y 1970, el PIB real per cápita creció sólo un 1,2 por ciento anual, una tasa muy por debajo del promedio latinoamericano.
La UP tenía una serie de objetivos económicos a corto plazo: iniciar transformaciones económicas estructurales, incluyendo un programa de nacionalización; el aumento de los salarios reales; reducción de la inflación; estimular el crecimiento económico; el aumento del consumo, especialmente por los más pobres; y la reducción de la dependencia de la economía en el resto del mundo. La UP quería lograr su programa de nacionalización a través de una combinación de la nueva legislación, requisiciones y compras de acciones de pequeños accionistas. Las otras metas: producción y un mayor consumo, con el aumento de los salarios y la disminución de la inflación debían llevarse a cabo por un aumento en la demanda agregada, generada principalmente por los gastos gubernamentales más altos, acompañado de estrictos controles de precios y medidas de redistribución de la renta.
El programa macroeconómico de la UP se basaba en varias suposiciones clave, la más importante era que el sector manufacturero tenía una amplia capacidad subutilizada. Esto proporciona la base teórica en la creencia de que los grandes déficits fiscales no eran necesariamente inflacionarios. La falta de plena utilización fue, a su vez, atribuida a dos factores fundamentales: el carácter monopólico de la industria manufacturera y la estructura de la distribución del ingreso. Sobre la base de este diagnóstico, se pensó que si el ingreso se redistribuía hacia los grupos más pobres a través de aumentos salariales y si los precios se controlaban adecuadamente, la demanda y la producción se expandirían significativamente.
Durante 1972, los problemas macroeconómicos siguieron aumentando. La inflación superó el 200 por ciento, y el déficit fiscal superó el 13 por ciento del PIB. El crédito interno al sector público creció en casi un 300 por ciento, y las reservas internacionales cayeron por debajo de US $77 millones. Los salarios reales cayeron 25 por ciento en 1972. La economía sumergida creció a medida que más y más actividades eran movidas fuera de la economía oficial. Como resultado, más y más fuentes de ingresos fiscales desaparecieron. Un círculo vicioso comenzó: la inflación reprimida alienta la economía informal, lo que reduce los ingresos fiscales y conduce a mayores déficits e incluso una mayor inflación. En 1972 se llevaron a cabo dos programas de estabilización, todos sin éxito.
Durante el primer trimestre de 1973, los problemas económicos de Chile llegaron a ser extremadamente graves. La inflación alcanzó una tasa anual de más del 120 por ciento, la producción industrial se redujo en casi un 6 por ciento, y las reservas de divisas en poder del Banco Central eran apenas por encima de US $ 40 millones. El mercado negro para entonces cubrió una ampliación de gama de transacciones en divisas. El déficit fiscal siguió subiendo como resultado de la espiral de los gastos y de la rápida desaparición de las fuentes de tributación. Para ese año, el déficit fiscal terminó superando el 23% del PIB.
La profundidad de la crisis económica afectó gravemente a la clase media, y las relaciones entre el gobierno de la UP y la oposición política se volvió cada vez más confrontacional. El 11 de septiembre de 1973, el gobierno de UP llegó a un final repentino y sorprendente con un violento golpe de Estado liderado por Augusto Pinochet y la muerte del presidente Allende; hasta el día de hoy no ha quedado esclarecida si la misma fue producto de un suicidio o un asesinato por parte de los militares que dieron el golpe.
Cuando la dictadura de Pinochet interrumpió el orden constitucional en septiembre de 1973 el país se encontraba dividido políticamente, había una alta inflación y distorsiones de precios relativos. Además, las actividades del mercado negro operaban en gran escala, los salarios reales habían caído y el sector externo, la producción y la inversión habían caído y las finanzas públicas tenían varias cuestiones a resolver. A partir de la llegada de la dictadura hubo un año y medio de negligencia de la economía, durante el cual el régimen consolidó su poder.

#### Las reformas económicas
La dictadura de Pinochet dio la bienvenida a la inversión extranjera y eliminó las barreras comerciales proteccionistas, obligando a las empresas chilenas a competir con las importaciones en condiciones de igualdad, o bien "ir a la quiebra". La cuprífera principal, Codelco, permaneció en manos del gobierno militar gracias a la nacionalización del cobre promocionada y completada por Salvador Allende; sin embargo, a las empresas privadas se les permitió explorar y desarrollar nuevas minas. Los recursos de cobre fueron, sin embargo, declarados inalienables en la Constitución de 1980.

### Bolivia, 1985
El término terapia de choque se vuelve aún más conocido en Latinoamérica durante el abordaje de la hiperinflación que tenía Bolivia en 1985, y se cree que fue acuñado por los medios de comunicación en ese entonces. El 29 de agosto, apenas tres semanas después de la elección de Víctor Paz Estenssoro como Presidente, y el nombramiento de Gonzalo Sánchez de Lozada -el arquitecto de la terapia de choque- como Ministro de Planificación, el Decreto 21060 fue aprobado. Este decreto abordaba todos los aspectos de la economía boliviana y puso fin a la hiperinflación.

#### Antecedentes
Entre 1979 y 1982, Bolivia fue gobernada por una serie de golpes de estado, contra-golpes de estado y gobiernos provisionales, incluyendo la dictadura notoria de Luis García Meza Tejada. Este período de inestabilidad política sentó las bases para la hiperinflación que luego paralizó el país. En octubre de 1982, el ejército convocó a un Congreso elegido en 1980 para dirigir elegir un nuevo presidente ejecutivo. El país eligió a Hernán Siles Zuazo, bajo cuyo mandato el proceso hiperinflacionario galopante comenzó. Zuazo recibió escaso apoyo de los partidos políticos y miembros del Congreso, la mayoría de los cuales estaban ansiosos de flexionar sus músculos políticos recién adquiridos después de tantos años de autoritarismo. Zuazo se negó a tomar poderes extra-constitucionales (como los gobiernos militares anteriores habían hecho en crisis similares) y se concentró en la preservación de la democracia en su lugar, acortando su mandato por un año en respuesta a su impopularidad y la crisis acumulando su país. El 6 de agosto de 1985, el presidente Víctor Paz Estenssoro fue elegido. Él nombró a su Presidente del Senado, Gonzalo Sánchez de Lozada, como ministro de Planificación, con el mandato de arreglar la economía.

#### Preludio al Decreto 21060
Decreto 21060 fue el famoso decreto que cubría todos los aspectos de la economía boliviana, más tarde conocido como terapia de choque. En el período previo al decreto, Gonzalo Sánchez de Lozada, recuerda lo que el nuevo gobierno se propuso hacer:
La gente sentía que no se podía eliminar la hiperinflación en una democracia; que había que tener un gobierno militar, un gobierno autoritario que tomar todos estos pasos difíciles que tuvieron que ser tomados. Bolivia fue el primer país que detuvo la hiperinflación en una democracia sin privar a las personas de sus derechos civiles y sin violar los derechos humanos.
En las tres semanas entre la toma de posesión del Presidente y el decreto 21060, señaló:

Pasamos una semana diciendo: ¿Realmente necesitamos hacer algo? ¿Realmente necesitamos un cambio radical? y luego otra semana debatiendo entre tratamiento de choque y el gradualismo. Por último, tomamos una semana para escribir todo en una ley.

Una vez que habían decidido actuar, de Lozada recuerda que:

hubo una gran discusión sobre si se podía detener la hiperinflación o la inflación mediante la adopción de medidas graduales. Mucha gente decía que había que tomarlo con calma. Se tiene que curar al paciente. Tratamiento de choque significa que se tiene un paciente muy enfermo [y] que se tiene que operar antes de que muera el paciente. Se tiene que sacar el cáncer, o se tiene que detener la infección. Es por eso que se acuñó la frase de que la inflación es como un tigre y se tiene un solo disparo; si no consigue matar el tigre con ese solo disparo, el tigre se lo comerá. Se tiene una credibilidad que hay que alcanzar rápidamente. Si se mantiene al gradualismo, la gente no le cree, y la hiperinflación sólo sigue rugiendo fuerte. Así que la terapia de choque es acabar de una vez, lograr que se haga, deje de hiperinflación, y luego comenzar a reconstruir su economía para lograr el crecimiento.

Es de destacar que de Lozada vio la terapia de choque más como una cuestión de credibilidad política, y menos como una cuestión económica como Sachs, su principal impulsor económico, lo había hecho. Al igual que Sachs, Lozada fue fuertemente influenciado por las actuaciones del gobierno alemán en 1947, y señaló que esa administración, al igual que el nuevo gobierno boliviano de Víctor Paz, fue un gobierno nuevo que actuó decisivamente en los primeros 100 días, resolviendo la situación económica.

#### Decreto 21060
Decreto 21060 incluyó las siguientes medidas:
- Permitió que el peso flotara frente al dólar.
- Puso fin a los controles de precios y eliminó las subvenciones al sector público.
- Cortó dos tercios de los empleados de las compañías de petróleo y estaño estatales. Congeló el sueldo de los empleados restantes y los trabajadores del sector público.
- Liberalizó los aranceles de importación mediante la imposición de un arancel uniforme del 20%.
- Detuvo el pago de la deuda externa en virtud de un acuerdo negociado con el FMI.

#### Resultados
En el corto plazo, el decreto sofocó la hiperinflación. En pocos meses, la inflación había bajado a entre 10-20 por ciento. En el largo plazo, el resultado para la economía boliviana fue desastroso y llevó a que durante los años '90 el mismísimo Jeffrey Sachs se aliara al economista ganador del premio Nobel Joseph Stiglitz para criticar severamente y despegarse de las políticas neoliberales de shock que había promocionado durante su juventud.